# Occupation de Zor

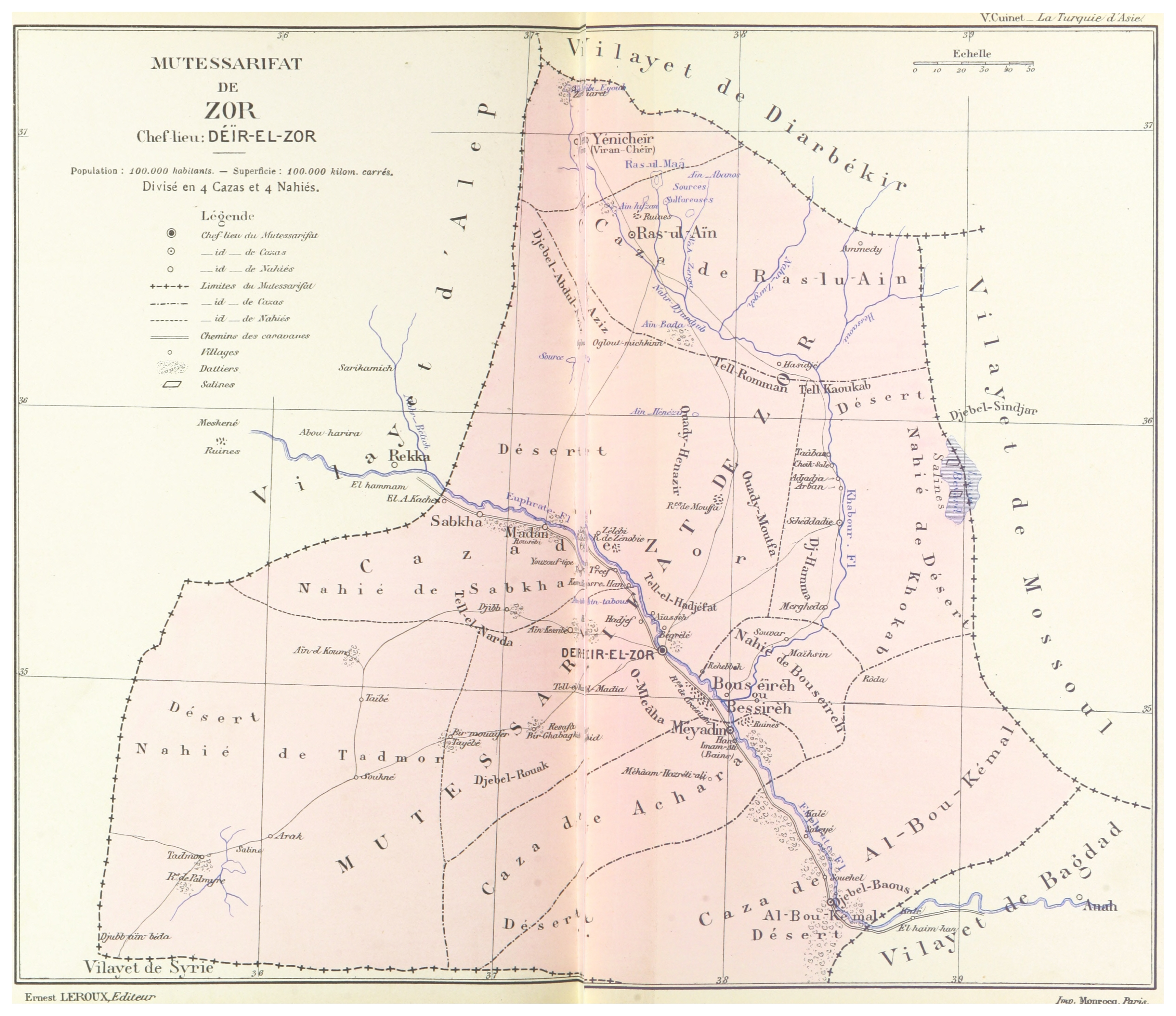
Vilayet de Zor à la fin du XIXe siècle.

L'occupation de Zor désigne l'occupation de 1918 à 1920 du sandjak de Zor en Mésopotamie supérieure après la Première Guerre mondiale par des nationalistes irakiens représentant le gouvernement arabe à Damas dirigé par l'émir Fayçal. Contrairement aux intentions des nationalistes irakiens, l'occupation a permis à la région de faire partie de l'État moderne de la Syrie. 
Le territoire était situé entre l'Administration du territoire ennemi occupé (OETA) en Syrie à l'ouest et l'Irak occupé par les Britanniques à l'est. 
Les gouverneurs de Zor occupé étaient successivement : Mar'i Pacha al-Mallah, Ramadan al-Shallash et Mawlud Mukhlis ; ces deux derniers étaient membres de la Iraqi Covenant Society. 